# الاو، نپال
الاو، نپال (به لاتین: Alau, Nepal) یک منطقهٔ مسکونی در نپال است که در Narayani Zone واقع شده‌است.

## خصوصیات
الاو ۶٬۹۴۲ نفر جمعیت دارد.